# Torrent (Gerichtsbezirk)
Der Gerichtsbezirk Torrent ist einer der 18 Gerichtsbezirke in der Provinz Valencia.
Der Bezirk umfasst 5 Gemeinden auf einer Fläche von 100,32 km² mit dem Hauptquartier in Torrent.

## Gemeinden
| Gemeinde               | Einwohner (2024) | Fläche km² | Dichte Einw./km² | Cod INE | Postleitzahl |
| ---------------------- | ---------------- | ---------- | ---------------- | ------- | ------------ |
| Alaquàs                | 30.022           | 3,90       | 7.698            | 46005   | 46970        |
| Aldaia                 | 34.035           | 16,05      | 2.121            | 46021   | 46960        |
| Paiporta               | 27.748           | 3,93       | 7.061            | 46186   | 46200        |
| Picanya                | 11.876           | 7,12       | 1.668            | 46193   | 46210        |
| Torrent                | 89.401           | 69,32      | 1.290            | 46244   | 46900        |
| Gerichtsbezirk Torrent | 193.082          | 100,32     | 1.925            | –       | –            |